# Kragjordstjärna
Kragjordstjärna (Geastrum triplex) är en svampart som beskrevs av Jungh. 1840. Kragjordstjärna ingår i släktet jordstjärnor och familjen jordstjärnor.  Arten är reproducerande i Sverige. Inga underarter finns listade i Catalogue of Life.

## Källor

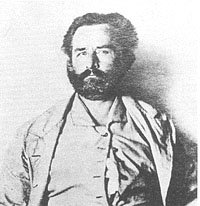
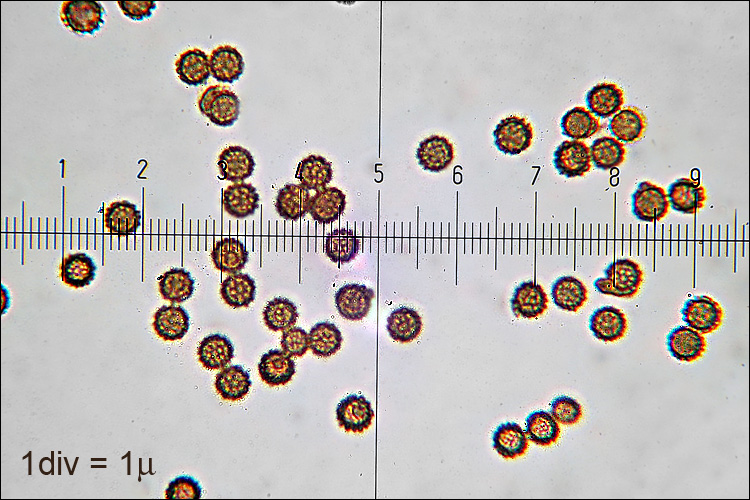
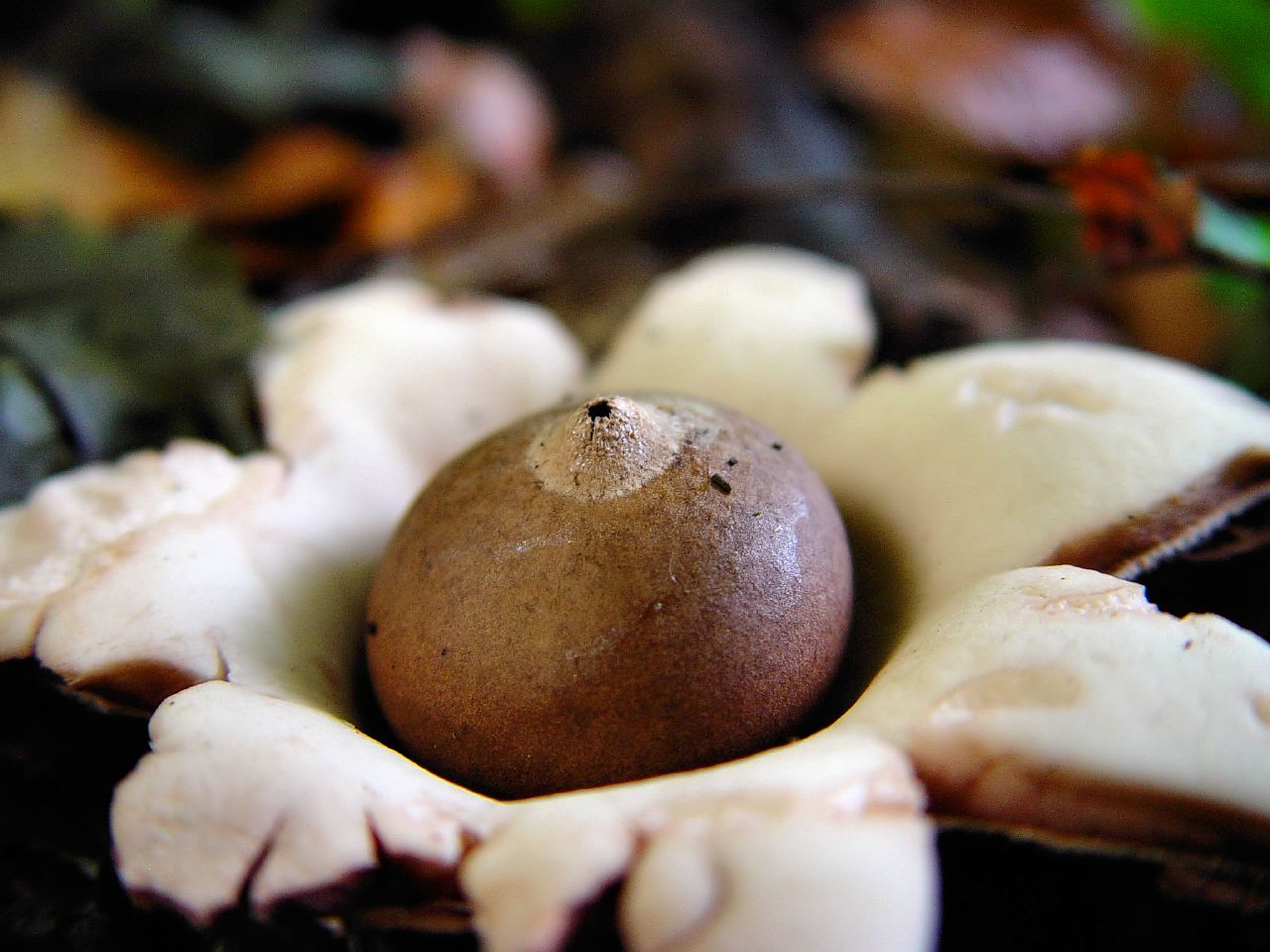
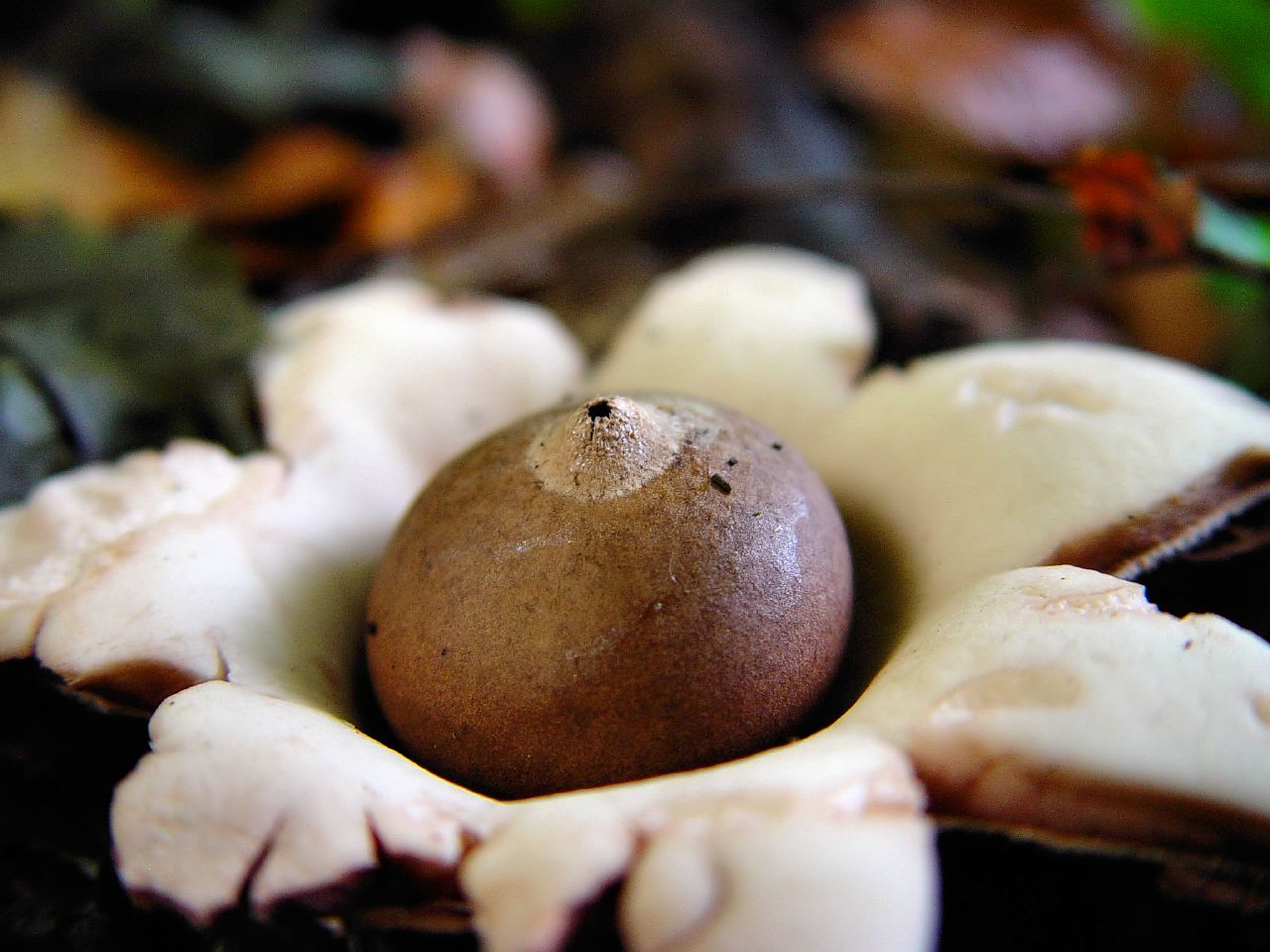
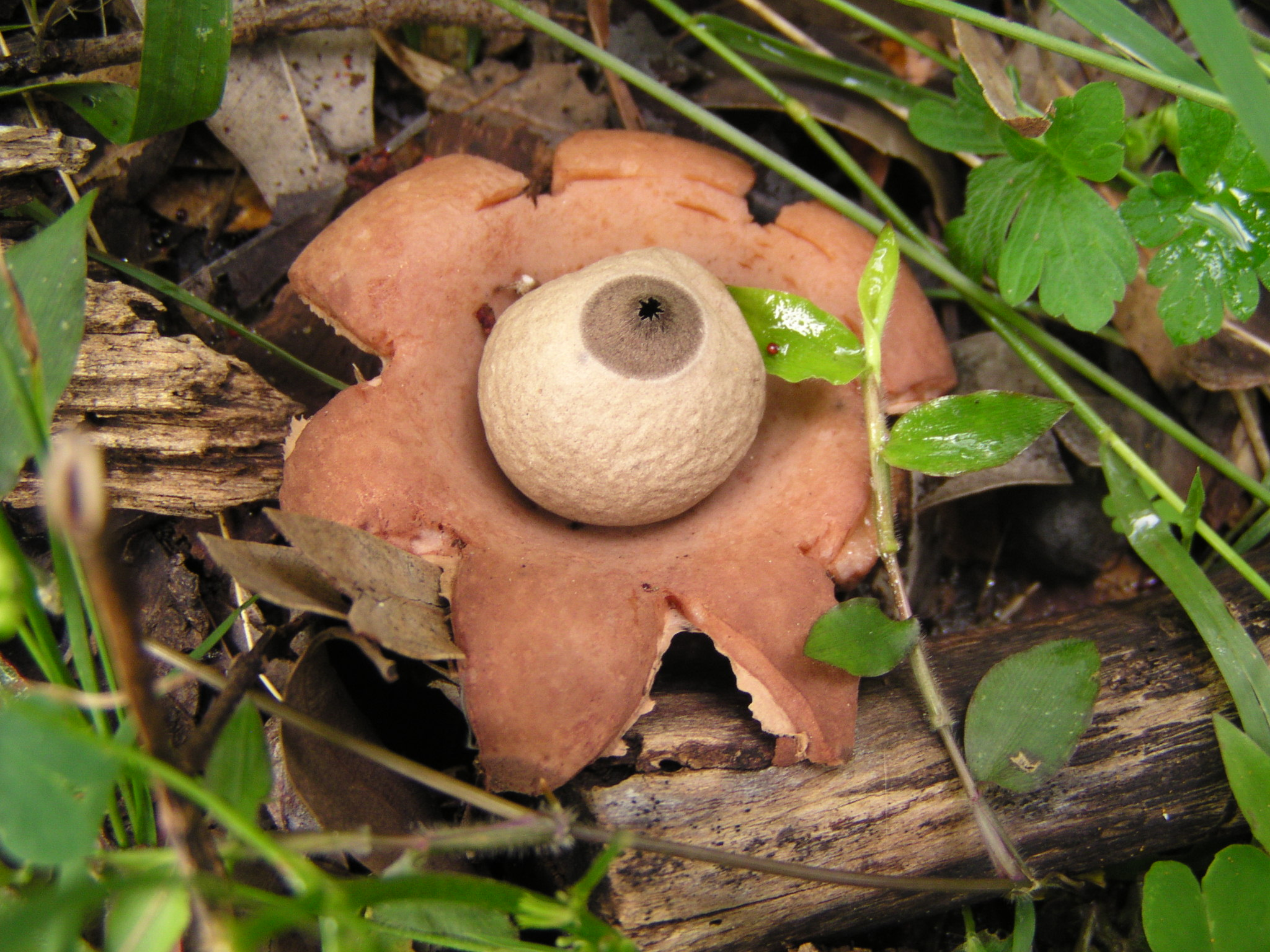